# Gógánfa megállóhely
Gógánfa megállóhely egy Veszprém vármegyei vasúti megállóhely Gógánfa településen, a MÁV üzemeltetésében.
Külterületen helyezkedik el, a község központjától közel két kilométerre keletre, a 7329-es út közelében, közúti megközelítését az abból kiágazó, alig több mint 100 méter hosszú, 73 328-as számú mellékút biztosítja.
A megállóhely jegypénztár nélküli, nincs jegykiadás.

## Vasútvonalak
A megállóhelyet az alábbi vasútvonalak érintik:
- Balatonszentgyörgy–Tapolca–Ukk-vasútvonal

## Kapcsolódó állomások
A megállóhelyhez az alábbi állomások vannak a legközelebb:
- Ukk vasútállomás (Balatonszentgyörgy–Tapolca–Ukk-vasútvonal)
- Zalagyömörő megállóhely (Balatonszentgyörgy–Tapolca–Ukk-vasútvonal)

## Forgalom
| Járat        | Útvonal | Gyakoriság                             |
| ------------ | --- | -------------------------------------- |
| személyvonat | Ukk – Gógánfa – Zalagyömörő – Sümeg – Sümegi Bazaltbánya – Uzsa – Uzsabánya alsó – Tapolca – Raposka – Balatonederics (← Becehegy) – Balatongyörök – Vonyarcvashegy – Gyenesdiás – Alsógyenes – Keszthely                                                                               | Napi 1 Keszthely felé, napi 2 Ukk felé |
| személyvonat | Ukk – Gógánfa – Zalagyömörő – Sümeg – Sümegi Bazaltbánya – (Uzsa →) Uzsabánya alsó – Tapolca | Napi 3 Tapolca felé, napi 1 Ukk felé   |
| személyvonat | Ukk – Gógánfa – Zalagyömörő – Sümeg | Napi 4 pár                             |
| személyvonat | Celldömölk – Nemeskocs – Boba – Kemenespálfa – Jánosháza – Nemeskeresztúr – Rigács – Ukk – Gógánfa – Zalagyömörő – Sümeg – Sümegi Bazaltbánya (← Uzsa) – Uzsabánya alsó – Tapolca – (Raposka →) – Balatonederics – Balatongyörök – Vonyarcvashegy – Gyenesdiás – Alsógyenes – Keszthely | Napi 2 pár                             |